# Erysimum slavjankae
Erysimum slavjankae là một loài thực vật có hoa trong họ Cải. Loài này được Ancev & Polatschek mô tả khoa học đầu tiên năm 1998.